# Psychiatrisation des transidentités
La psychiatrisation (ou pathologisation) des transidentités est le processus par lequel la psychiatrie a cherché à identifier et classer avec un but normatif les personnes trans, depuis les travaux de Jean-Étienne Esquirol au XVIIIe siècle, puis ceux de Magnus Hirschfeld, John Money et Robert Stoller au XXe siècle. Les concepts médicaux ont été formulés dans le DSM (manuel diagnostique et statistique des troubles mentaux) publié par l'Association américaine de psychiatrie (APA) et la Classification internationale des maladies (CIM) de l'Organisation mondiale de la santé, des documents de référence qui évoluent lentement  sous l'effet de la pression des militants LGBT et de l'acceptation grandissante des transidentités dans la société, mais restent stigmatisants.
Au XXe siècle, il est admis (y compris par l'Association américaine de psychiatrie) que les transidentités ne sont pas des troubles mentaux (c'est la dysphorie de genre qui en est un). 

## Naissance du concept médical
Jean-Étienne Esquirol décrit pour la première fois de façon médicale en 1838 un cas de transidentité qu'il nomme « inversion génitale » dans son traité de maladies mentales. Un ouvrage édité en 1886 par le médecin austro-hongrois Richard von Krafft-Ebing, réédité et commenté par le psychiatre berlinois Albert Moll en 1923, décrit un trouble particulier, « la façon de sentir sexuellement contraire », distinct de l'homosexualité, qu'il place entre l'homosexualité acquise et la métamorphose sexuelle paranoïaque. Les cas sont décrits comme des cas de possession, avec présence d'un autre en soi.
En 1910, le médecin et sexologue berlinois Magnus Hirschfeld classifie les travestis au même titre que les homosexuels dans un des multiples types de sexes intermédiaires. Il distingue ensuite les personnes qui se travestissent de celles qui se projettent dans l'autre sexe et propose le terme « transsexualité » pour la première fois en 1912. Au-delà de la description purement médicale, il s'intéresse aussi aux aspects juridiques, philosophiques et politiques (il s'oppose d'ailleurs à la pénalisation de l'homosexualité). À partir des années 1920, il monte une clinique qui sera démantelée au début du nazisme.
En 1949, le psychiatre David Oliver Cauldwell (en) décrit le cas d'« une jeune fille qui manifestait le désir obsessionnel d'être un garçon » et donne à cette obsession le nom de « psychopathia transsexualis »: il s'agit désormais d'une pathologie rattachée à la catégorie des perversions sexuelles.
Le terme « transsexualisme » est utilisé pour la première fois par l'endocrinologue et sexologue américain Harry Benjamin, juste après l'opération au Danemark, rendue publique en 1952, de Christine Jorgensen : « Les vrais transsexuels ont le sentiment qu'ils appartiennent à l'autre sexe, ils veulent être et fonctionner en tant que membres du sexe opposé, et pas seulement apparaître comme tels. Pour eux leurs organes sexuels, primaires (testicules) aussi bien que secondaires (pénis et autres), sont de dégoûtantes difformités devant être changées grâce au bistouri du chirurgien […] C'est seulement à cause des récentes et grandes avancées de l'endocrinologie et des techniques chirurgicales que le tableau a changé. » La demande de traitement fait déjà partie des critères diagnostiques. Benjamin distingue trois classes, depuis la personne qui présente simplement un manque de masculinité jusqu'au cas « transsexuel », et se distingue de ses collègues psychiatres en proposant une hormonothérapie à ses patients, en distinguant clairement la transidentité de l'homosexualité et du transvestisme et en définissant la transidentité comme un syndrome et non plus comme une perversion ou une psychose. Le nom du « syndrome de Benjamin » et en France le nom de l'Association du Syndrome de Benjamin (1996-2008) feront référence à Harry Benjamin.
Du côté des universitaires américains à la même époque, John Money et Robert Stoller introduisent le concept de « genre »,, initialement pour décrire les enfants intersexes ou les petits garçons qui dérogeaient aux rôles sociaux classiques, mais leur but est normatif : « une fois que les psychologues ont eu dit que le genre et le sexe pouvaient suivre des voies totalement distinctes, ils se sont empressés de dire que ce qui est possible n'était toutefois pas souhaitable ». Money et Stoller s'opposent sur le déterminisme de l'identité de genre, et commencent à définir les « vrais » sexes et les « vraies » demandes transidentitaires. Robert Stoller associe la transidentité à un manque de présence paternelle dans l'enfance et pense que la chirurgie n'est nécessaire que pour les « vrais » transgenres (définis de la façon suivante : ils sont dépourvus de désirs sexuels, ont développé un sentiment d'isolement dans l'enfance et ont un mépris de leurs organes génitaux de naissance). Il pense que pour ceux-là les tentatives de faire changer le fonctionnement psychique sont vouées à l'échec, mais la chirurgie peut soulager leur souffrance.
En France, à la même époque, les recherches restent focalisées sur la dimension anatomique du changement de sexe. En 1956, le terme « transsexualisme » apparaît dans la thèse de médecine du psychiatre J.-M. Alby mais il s'oppose à la chirurgie et pense que la psychothérapie est une meilleure solution.

## Échelle de l'orientation sexuelle (1966)
Harry Benjamin a créé l’Échelle de l'Orientation Sexuelle (« Sex Orientation Scale » - SOS) pour classifier et comprendre les formes variées et les sous-types du transvestisme et du transsexualisme des hommes assignés. C'est une échelle en sept points avec trois types de travestissement, trois types de transsexualisme, et une catégorie pour les hommes cisgenres. Benjamin a fait référence et a utilisé l'Échelle de Kinsey dans la distinction entre le « vrai transsexualisme » et le « transvestisme ».
| Groupe | Type | Nom                             | Échelle de Kinsey | Opération de conversion ?                   |
| ------ | ---- | ------------------------------- | ----------------- | ------------------------------------------- |
| 1      | I    | Transvesti (Pseudo)             | 0-6               | Non prise en compte                         |
| 1      | II   | Transvesti (Fétichiste)         | 0-2               | Rejetée                                     |
| 1      | III  | Transvesti (Vrai)               | 0-2               | Rejetée, mais l'idée peut être envisageable |
| 3      | V    | Transsexuel (Intensité modérée) | 4-6               | Demandée, habituellement indiquée           |
| 3      | VI   | Transsexuel (Haute intensité)   | 6                 | Demandée avec insistance ; indiquée         |

Benjamin a noté : « Il faut souligner que les six types restants ne sont pas, et ne peuvent pas, être nettement séparés ». Benjamin a ajouté une mise en garde : « Il y a eu l'intention de souligner la possibilité de plusieurs conceptions et classifications du transvestisme et du phénomène transsexuel. Grâce aux futures études et aux observations, une compréhension de l'étiologie pourrait être envisageable »

## Typologie du transsexualisme de Blanchard (années 1980)
La typologie du transsexualisme de Blanchard (aussi appelée taxonomie de Blanchard) est une typologie psychologique du « transsexualisme » homme vers femme, créée par Ray Blanchard dans les années 1980 et 1990, qui s’appuie sur le travail de son collègue, Kurt Freund. Blanchard divise les personnes « transsexuelles »  homme vers femme en deux groupes différents,,: les « transsexuels homosexuels », qui sont attirés par les hommes, et les « transsexuels non-homosexuels », qui sont autogynéphiles, c'est-à-dire sexuellement excités par la pensée ou l'image d'eux-mêmes en femme) ; les causes de la transidentité n'étant pas nécessairement similaires entre les deux groupes.
En effet, autogynéphilie vient du grec « αὐτό- » (soi), « γυνή » (femme) et « φιλία » (amour) (« amour de soi en femme ») et désigne l'excitation sexuelle et paraphile d'un homme qui pense ou perçoit l'image de son corps en celui d'une femme. D'autres termes dérivés ont été proposés tels que « automonosexualité », « éonisme » et inversion sexo-esthétique,,. Le Manuel diagnostique et statistique des troubles mentaux (DSM-IV-TR) définit un terme équivalent, et reconnaît l'autogynéphilie en tant que trouble du travestissement fétichiste, mais ne classifie par l'autogynéphilie comme un trouble propre,. Le terme analogique est l'autoandrophilie, qui désigne l'excitation sexuelle chez une femme lorsque celle-ci pense ou perçoit l'image de son corps en celui d'un homme. Le terme est classifié dans la catégorie travestissement fétichiste dans la révision proposée du DSM-5.
Blanchard classifie quatre types différents d'autogynéphilie, :
- Autogynéphilie « travestie » : excitation dans l'acte ou le fantasme de porter des vêtements de femme.
- Autogynéphilie comportementale : excitation dans l'acte ou le fantasme de faire quelque chose de féminin.
- Autogynéphilie physiologique : excitation dans l'acte ou le fantasme de percevoir quelques parties du corps comme celui du sexe opposé.
- Autogynéphilie anatomique : excitation dans l'acte ou le fantasme de percevoir le corps comme celui du sexe opposé.

Les critiques scientifiques concernant la recherche et la théorie sont venues de John Bancroft, Jaimie Veale, Larry Nuttbrock, Charles Allen Moser, Alexandre Baril et d'autres qui prétendent que la théorie est une mauvaise représentation des personnes transgenres MtF et que réduire l'identité de genre à une question d'attirance est non-instructif. Les partisans de la théorie incluent Anne Laurent, J. Michael Bailey, James Cantor ainsi que d'autres qui prétendent qu'il existe des différences significatives entre les deux groupes, notamment la sexualité, l'âge de la transition, l'origine ethnique, le QI, le fétichisme et la qualité de l'adaptation.
La théorie a fait l'objet de protestations parmi les communautés transgenres et LGBT, même si elle a ses partisans. Les problématiques soulevées par Blanchard ont fait de nouveau l'objet de critiques, avec la publication de Bailey The Man Who Would Be Queen en 2003. En 2005, Blanchard s'éloigne de l'affirmation de Bailey quant à la certitude scientifique de l'étiologie, exprimant que davantage de recherches seraient nécessaires avant que cette hypothèse puisse être justifiée.

## Manuel diagnostique et statistique des troubles mentauxde l'Association américaine de psychiatrie
Le Manuel diagnostique et statistique des troubles mentaux (DSM) publié par l'Association américaine de psychiatrie (APA) est une classification des troubles mentaux utilisée dans le monde entier par une grande variété de personnes, depuis les médecins jusqu'aux compagnies d'assurance.
Les discussions sur l'introduction du « transsexualisme » dans le DSM ayant eu lieu pendant le débat agité qui a conduit en 1973 au retrait de l'homosexualité de cette classification, et il est parfois reproché à l'ajout du diagnostic de « transsexualisme » d'avoir été « un moyen détourné de maintenir une psychiatrisation de l'homosexualité ».

### DSM III (1987): le«transsexualisme»parmi les«troubles de l'identité sexuelle»
En 1980 la troisième version du DSM fait entrer le « transsexualisme » dans la catégorie des « troubles de l'identité sexuelle », au sein de la nouvelle catégorie des « troubles psychosexuels » ; le « transsexualisme » est donc distingué du travestissement, qui était listé dans les premières versions du DSM et devient « travestissement fétichiste » dans la version III. La révision de la troisième édition du DSM en 1987 déplace le « transsexualisme » dans les « troubles apparaissant habituellement dès la première enfance et la deuxième enfance, ou à l'adolescence » (aux côtés du « trouble de l'identité sexuelle de l'enfance », du « trouble de l'identité sexuelle de l'adolescence ou de l'âge adulte de type non transsexuel » et « trouble de l'identité sexuelle non spécifié »).
Les critères diagnostics du DSM reprennent les définitions de Benjamin et Stoller et délimitent les contours du « vrai » « transsexualisme ».

### DSM IV (1994, 2000): le«trouble de l'identité sexuelle»
Dans les versions IV (1994) et IV-révisée (2000) du DSM, les « troubles psychosexuels » disparaissent au profit de la catégorie plus vague des « troubles sexuels », mais la définition de la « transsexualité » est inchangée. Les quatre diagnostics précédents sont regroupés en un seul et unique « trouble de l'identité sexuelle », qui se décline « chez l'enfant », « chez les adultes ou les adolescents » (ex-transsexualisme), ou « non spécifié ». Le trouble de l'identité sexuelle chez les adolescents et chez les adultes comporte notamment les critères de rejet du sexe de naissance et de « désir d'appartenir à l'autre sexe ou [Judith Butler s'interrogera sur ce « ou »] l'affirmation qu'on en fait partie », ainsi qu'un critère de souffrance significative, l'exclusion des phénotypes pseudo-hermaphrodites, et une spécification concernant l'orientation sexuelle. Les critères sont les suivants :

« Critère A : une identification intense et persistante à l'autre sexe (ne concernant pas exclusivement le désir d'obtenir les bénéfices culturels dévolus à l'autre sexe). Chez les adolescents et les adultes, la perturbation se manifeste par des symptômes tels que l'expression d'un désir d'appartenir à l'autre sexe, l'adoption fréquente de conduites où on se fait passer pour l'autre sexe, un désir de vivre et d'être traité comme l'autre sexe, ou la conviction qu'il (ou elle) possède les sentiments et réactions typiques de l'autre sexe
Critère B : un sentiment persistant d'inconfort par rapport à son sexe ou sentiment d'inadéquation par rapport à l'identité de rôle correspondante. Chez les adolescents et les adultes, l'affection se manifeste par des symptômes tels que vouloir se débarrasser de ses caractères sexuels primaires et secondaires (par exemple, demande de traitement hormonal, demande d'intervention chirurgicale ou d'autres procédés afin de ressembler à l'autre sexe par modification de ses caractères sexuels apparents), ou penser que son sexe de naissance n'est pas le bon.
Critère C : l'affection n'est pas concomitante d'une affection responsable d'un phénotype hermaphrodite.
Critère D : l'affection est à l'origine d'une souffrance cliniquement significative ou d'une altération du fonctionnement social, professionnel, ou dans d'autres domaines importants. »

Dans cette version, la permanence du désir de changement doit être avérée et résulter d'une souffrance qui est l'une des conditions cliniques, et la binarité est la règle, l'autre sexe ayant plus ou moins de « bénéfices culturels ».
Judith Butler a commenté le langage du DSM dans un chapitre de son ouvrage « défaire le genre » : « Si les bénéfices sociaux présidaient à toutes ces décisions de manière unilatérale, les forces en valeur de la conformité prendraient surement le dessus. […] [Est-il] possible de percevoir le sexe hors de la matrice culturelle des relations de pouvoir dont les avantages et désavanges font partie ? »

### DSM V (2013):«incongruence de genre», puis«dysphorie de genre»
Concernant le DSM V, l'association Gender Reform Advocates propose le terme de « dissonance de genre » et réclame que ce nouveau diagnostic soit défini par une détresse due à la non-conformité sociale chronique. Dans un contexte tendu (une pétition demande l'exclusion de Kenneth Zucker, le directeur du groupe de travail sur les troubles sexuels et de l'identité sexuelle de l'APA, impliqué dans des thérapies de conversion,), le sous-comité chargé de la révision du syndrome tente de prendre en considération les critiques du DSM IV par le milieu associatif ; ces critiques sont :
- le refus des termes « transsexualisme » et « trouble de l'identité sexuelle » ;
- la bi-catégorisation homme/femme des critères du DSM-IV (qui ne rend pas compte de l'ensemble infini de variations de genre) ;
- le risque d'examens invasifs non nécessaires pour exclure les conditions d'intersexuation induites par le critère C ;
- la nécessité d'un critère D concernant la souffrance clinique pour le diagnostic de trouble de l'identité sexuelle (la détresse est en fait attribuée à la psychiatrisation elle-même, elle ne résulte pas de la transidentité) ;
- le fait que le diagnostic s'applique toujours après l'opération chirurgicale de réassignation.

Les discussions du sous-comité de l'APA chargé de la révision du trouble de l'identité sexuelle pour le DSM 5 sont disponibles en ligne. La solution initialement adoptée est d'abandonner le terme « trouble de l'identité sexuelle », au profit d'un diagnostic d'« incongruence de genre » – chez l'enfant ou chez l'adolescent et l'adulte.
En France à cette époque, les psychiatres sont hostiles à ces changements dans le DSM et à l'annonce simultanée par le gouvernement d'une prétendue « dépsychiatrisation de la transsexualité » (voir ci-dessous la partie « Dé-psychiatrisation en France »). Marc Louis Bourgeois affirme que « nous sommes bien là dans le registre des difficultés psychiques et sociales qui relèvent de la psychopathologie et de la psychiatrie ». Chiland pense que « nous pouvons chercher des termes nouveaux, [mais] tout terme, quel qu'il soit, devient stigmatisant lorsqu'il connote une réalité qui pose problème ». Mireille Bonierbale, fondatrice de la SoFECT, évoque une « mesure démagogique vis-à-vis d'une présupposée stigmatisation du mot « trouble »,.
Face à ces réticences psychiatriques françaises et internationales, le terme de « dysphorie de genre » est finalement adopté. Le terme médical « dysphorie » désigne une « perturbation de l'humeur caractérisée par l'irritabilité et un sentiment déplaisant de tristesse, d'anxiété ». L'APA insiste sur le fait que « la non-conformité de genre elle-même n'est pas un trouble mental. Ce qui caractérise la dysphorie de genre est la présence d'une souffrance clinique significative associée à la non-conformité de genre »,. Robin S. Rosenberg (en) a comparé cette évolution à l'élimination en 1973 de l'homosexualité de la liste des troubles.
D'après des psychiatres français, le modèle utilisé dans le DSM V est censé rendre compte de toutes les variétés du genre avec différents degrés de dysphories de genre, permettant notamment de déterminer quelles sont les personnes qui peuvent être candidates à la transformation hormonale et chirurgicale (THC). L'utilisation du terme genre, plutôt que sexe, permet d'intégrer à ce diagnostic les personnes intersexes. La référence au désir de profiter des avantages sociaux et culturels liés au genre comme critère est effacée. La durée minimum de six mois est choisie pour « éviter les faux-positifs ».

Dans le DSM V, la dysphorie de genre est donc définie ainsi :

« une incongruence marquée entre un genre exprimé/vécu et un genre assigné, durant une période d'au moins six mois, qui se manifeste par deux ou plus des signes suivants :
A1. Une incongruence marquée entre un genre exprimé/vécu et les caractéristiques sexuelles primaires et secondaires (ou chez les adolescents, les caractéristiques secondaires prévues)
A2. Un fort désir d'être débarrassé des caractéristiques sexuelles primaires et secondaires compte tenu de l'incongruence marquée avec un genre exprimé/vécu (ou chez les adolescents, un désir d'empêcher le développement des caractéristiques sexuelles secondaires prévues)
A3. Un fort désir pour les caractéristiques sexuelles primaires et/ou secondaires de l'autre genre
A4. Un fort désir d'être de l'autre genre (ou d'un genre alternatif différent du genre assigné)
A5. Un fort désir d'être traité comme l'autre genre (ou d'un genre alternatif différent du genre assigné)
A6. Une forte conviction d'avoir des sentiments et des réactions typiques de l'autre genre (ou d'un genre alternatif différent du genre assigné) »

Les notions de genre et même de genre alternatif sont apparues et tous les critères ne doivent pas nécessairement être concomitants. Une précision est ajoutée :

« La condition est associée à une souffrance cliniquement significative ou une altération du fonctionnement social, professionnel ou d'autres aspects importants du fonctionnement, ou à un risque significativement accru de souffrir, comme la détresse ou l'invalidité. »

À l'idée (classique mais contestée) que la souffrance est caractéristique de la transidentité (« tous souffrent » selon Colette Chiland), Judith Butler oppose que « s'entendre dire que votre vie genrée vous condamne à une vie de souffrance est en soi inexorablement blessant. C'est une parole qui pathologise et la pathologisation fait souffrir ». Le sociologue Arnaud Alessandrin, insistera sur le fait que ces changements font du concept de « transsexualisme » un concept obsolète. Mais pour Patrice Desmond, toutes ces hésitations ne font que refléter l'impossibilité de « penser du côté de la santé », plutôt que du « côté de la maladie »,, avec certains soignants qui continuent à penser que « pour penser, ou pour travailler, il faut bien classifier ».

## Classification internationale des maladies de l'OMS
L'Organisation mondiale de la santé (OMS) a sa propre Classification Internationale des Maladies (CIM), utilisée par tous les États Membres de l'OMS et traduite en 43 langues. Sa 6e édition en 1948 intègre pour la première fois les maladies psychiques, mais ses insuffisances sont la raison du développement du premier DSM en 1952. Les deux classifications ont évolué en parallèle, la CIM restant fortement ancrée dans une perspective internationale.

### CIM-9 (1975): le«transsexualisme»parmi les«perversions sexuelles»
Le « transsexualisme » n'apparait dans la CIM qu'en 1975, dans la neuvième version, dans un chapitre consacré aux troubles mentaux, parmi les déviations (ou perversions) sexuelles, aux côtés de l'homosexualité,.

### CIM-10 (1990): le«transsexualisme»parmi les«troubles de l'identité sexuelle»
Dans la 10e révision de la CIM, l'homosexualité est remplacée par le « trouble sexuel ego-dystonique » (« c'est-à-dire en désaccord avec les valeurs propres de la personne et donc susceptible de mener à une souffrance psychique ») avec la précision que « l'orientation sexuelle n'est pas, en elle-même, à considérer comme un trouble ».
Le « transsexualisme » n'y est plus considéré comme une perversion sexuelle, mais il est conservé dans la liste des « troubles mentaux et du comportement », parmi les « troubles de la personnalité et du comportement chez l'adulte ». Cinq troubles de l'identité sexuelle sont distingués : (1) le « transsexualisme », (2) le transvestisme bivalent (dont un critère est l'« absence de désir de changement définitif pour le sexe opposé »), (3) le trouble de l'identité sexuelle de l'enfance, (4) les autres troubles de l'identité sexuelle et (5) le trouble de l'identité sexuelle, sans précision.
Le « transsexualisme » y est défini comme : « le désir de vivre et d'être accepté en tant que personne appartenant au sexe opposé. Ce désir s'accompagne habituellement d'un sentiment de malaise ou d'inadaptation envers son propre sexe anatomique et du souhait de subir une intervention chirurgicale ou un traitement hormonal afin de rendre son corps aussi conforme que possible au sexe désiré »
Il y est défini selon trois critères :
1. L'intéressé manifeste le désir de vivre et d'être accepté comme appartenant au sexe opposé, habituellement accompagné du souhait de rendre son corps le plus possible en harmonie avec le sexe préféré par la chirurgie et le traitement hormonal ;
2. L'identité « transsexuelle » a été présente de manière persistante pendant au moins deux ans ;
3. Le trouble n'est pas un symptôme d'un autre trouble mental ou d'une anomalie chromosomique.

En 2010, la France invite l'OMS à retirer la « transsexualité » de la CIM et le Programme d'actions gouvernemental contre les violences et les discriminations commises à raison de l'orientation sexuelle ou de l'identité de genre publié en 2012 par le ministère des Droits des femmes affirme que « la France soutiendr[ait] les efforts visant à obtenir une déclassification du « transsexualisme » de la [CIM] ».

### CIM-11 (2019): l'«incongruence de genre»parmi les«problèmes relatifs à la santé sexuelle»
La 11e version de la CIM a été élaborée « moyennant un processus novateur de collaboration », avec une implication faible du personnel francophone. La version finale pour la mise en œuvre a été publiée le 18 juin 2018. Elle est a été adoptée à l'Assemblée mondiale de la santé (AMS) en mai 2019, pour rentrer en application à compter du 1er janvier 2022.
La CIM-11 prévoit pour la première fois un chapitre consacré aux « problèmes (conditions) relatifs à la santé sexuelle », ce qui permet de retirer certains diagnostics liés à la sexualité et au genre du chapitre consacré aux troubles mentaux,. Autre traduction d'une volonté de déstigmatisation,, le brouillon de la CIM-11 publié en décembre 2016 fait apparaître l'expression « incongruence de genre » sans référence à une souffrance. Le terme « incongruence » sonne différemment selon les langues, il semble plutôt neutre en anglais mais est marqué très négativement en espagnol.

La définition provisoire (en 2015) de l'« incongruence de genre » est :

« L'incongruence du genre est caractérisée par une incongruence marquée entre le genre vécu et exprimé d'une personne et le genre biologique qui conduit souvent lors de l'adolescence ou à l'âge adulte à un désir de transition et une volonté d'être accepté comme un membre de l'autre genre. Rétablir la congruence peut inclure un traitement hormonal, la chirurgie ou d'autres services de soin pour permettre au corps de la personne de correspondre, autant que possible, avec le genre vécu/exprimé. L'impossibilité de vivre avec le genre vécu/exprimé peut être associée à une détresse cliniquement significative ou un handicap social ou professionnel. »

### Critiques
Le comité STP (« Stop Trans Pathologization ») regroupe des centaines de groupes et réseaux activistes, institutions publiques et organisations politiques d'Afrique, Amérique Latine, Amérique du Nord, Asie, Europe et Océanie et met en œuvre des activités d'information, de diffusion et de revendication en faveur de la dépathologisation trans. Il a réagi au projet de CIM-11 en regrettant la présence de catégories pathologisantes dans le chapitre des « problèmes relatifs à la santé sexuelle » , l'utilisation du terme « incongruence de genre » (qui définit en creux une norme qui serait la congruence) et la présence même d'un diagnostic concernant l'« incongruence de genre chez l'enfant »,. Il demande la déclassification complète de la diversité de genre chez l'enfant, l'utilisation de noms de catégories tels que « Trans Health Care » ou « Health Care related to Gender Transition », et la dépathologisation du chapitre « Conditions related to sexual health » basée sur la définition de la santé sexuelle de l'OMS. Le comité STP émet aussi de nombreuses réserves sur la dernière formulation du DSM.
Pour Florence Ashley et Alexandre Baril, le concept même « dysphorie de genre dans l'enfance » est lié à une panique de la contagion sans fondements scientifiques ; ils rappellent les bénéfices de l'approche alternative qui consiste à aider les enfants à affirmer leur identité et expression de genre.
En mai 2018, plusieurs associations françaises ont critiqué le nouveau texte de la CIM, considérant que celle-ci reste très binaire et que le concept même de diagnostic est contraire à leur revendication d'autodétermination. Pour ces associations, la nouvelle classification ne doit en aucun cas être interprétée comme une dépsychiatrisation des transidentités, les parcours restants contrôlés par les équipes pluridisciplinaires, dont le démantèlement reste la priorité. Pour Karine Espineira, « quand ces nomenclatures seront en mesure d'envisager une santé trans plutôt que du trouble, des expériences de vies trans et non des incongruences par rapport à une norme dominante, peut-être commencera-t-on à repenser les termes et le rôle de l'accompagnement, comme de la place de la psychiatrie ».
Pour l'Organisation internationale des intersexes, l'utilisation du concept de congruence est porteur de risques de stigmatisation et de discrimination, et justifie les opérations de « normalisation » des enfants intersexes, lesquelles sont pourtant condamnées par l'OMS, l'ONU et le Conseil de l'Europe.

## Regard de la psychiatrie sur les militants«transgenres»
En 2015, certains psychiatres objectent que dans le DSM V « la proposition du diagnostic de dysphorie de genre nous apparaît comme un risque d'amalgame (voire de confusion) des divers troubles de l'identité sexuelle empêchant une distinction clinique nécessaire à la mise en place d'une prise en charge adaptée pour chacun d'eux » et cherchent à distinguer les patients « transsexuels » des personnes transgenres, qui « se disent ni hommes, ni femmes, les deux à la fois ou successivement l'un puis l'autre ». La psychiatre française Colette Chiland, très critiquée par les associations LGBT françaises, et qualifiée de transphobe même par certains de ses collègues,, expose :

« Un troisième terme occupe le devant de la scène aujourd'hui à côté de transsexualisme et transvestisme : « transgenre ». Un transsexuel est un transgenre en ce qu'il veut changer de genre social ; mais il veut en outre une « marque corporelle » de ce changement de genre qui en fasse un « changement de sexe », il demande une transformation hormono-chirurgicale. Les autres transgenres ont des demandes diverses, depuis l'accès facile aux hormones et à la chirurgie jusqu'au changement d'état civil sans stérilisation, en conservant la possibilité de procréer dans son sexe d'origine ; certains militent pour la suppression de toute mention de sexe ou de genre à l'état civil, il n'y a pour eux aucun fondement biologique à distinguer deux sexes, c'est une discrimination arbitraire, l'exercice d'un pouvoir social. »

En 2006, elle écrivait : « Depuis quelques années, s'est développé un mouvement « transgenre » ou « trans » qui se définit comme n'ayant plus rien à voir avec les transsexuels calmes, bien élevés et cachés, attendant poliment que des juges et des professionnels médicaux libéraux leur donnent le traitement bien-faisant dont ils avaient besoin pour poursuivre leur vie dans l'ombre de la société normale. »
Le psychologue trans Patrick Califia définit ainsi le « trangenderism » : « une nouvelle sorte de personne transgenre est apparue : celle qui aborde la réassignation sexuelle dans le même état d'esprit que si elle demandait un piercing ou un tatouage ».
Judith Butler critique le principe même du diagnostic : « Le diagnostic part du principe que l'on est en souffrance et qu'on ne se sent pas à sa place parce qu'on est du mauvais genre : il suppose que se conformer à une norme de genre différente, si cette solution est jugée viable pour la personne en question, nous fera nous sentir beaucoup mieux. Toutefois, le diagnostic ne demande pas si le problème ne provient pas des normes de genre elles-mêmes, normes qu'il estime fixes et intransigeantes ; il ne demande pas si ces normes produisent de la souffrance et un sentiment d'inconfort, si elles nous empêchent de fonctionner ou si elles sont une source de désarroi. »

## Dé-psychiatriser sans dé-rembourser
Le 18e principe de Yogyakarta affirme que « en dépit de toute classification allant dans le sens contraire, l'orientation sexuelle et l'identité de genre d'une personne ne sont pas en soi des maladies et ne doivent pas être traitées, soignées ou supprimées ». Le rapport annuel sur les droits fondamentaux dans l'Union européenne adopté en 2018 encourage les états membres à dépathologiser entièrement le parcours de changement d'état civil des personnes trans et à « empêcher que la variance de genre dans l'enfance ne devienne une nouvelle pathologie dans la classification internationale des maladies ».
Tom Reucher, le psychologue clinicien français cofondateur de l'Association du Syndrome de Benjamin explique, que dé-classifier la transidentité (quel que soit le nom qu'on lui donne) de la liste des maladies mentales est nécessaire, de la même façon qu'il a été important de dé-psychiatriser l'homosexualité. Mais la différence avec l'homosexualité est que dans le cas de la transidentité, cette dé-psychiatrisation n'implique pas une dé-médicalisation: beaucoup de personnes trans ont besoin de soins (traitement hormonal, épilation, chirurgie, suivi psychologique éventuellement, en ce qui concerne les effets sur la personne de la transphobie qu'elle peut subir) mais « la sortie de la CIM entraînerait la suppression de la prise en charge par les systèmes d'assurance maladie dans de nombreux pays, alors que les traitements hormonaux et chirurgicaux sont très coûteux ». Des solutions existent, qui permettraient de classer ces soins dans des catégories non pathologisantes, liées à la libre disposition de son corps (comme le sont déjà par exemple l'avortement non pathologique et la contraception). La définition de la santé par l'OMS étant un « état complet de bien-être physique, mental et social, qui ne consistent pas seulement en une absence de maladie ou d'infirmité », les soins liés à la transidentité ont tout à fait leur place dans une classification médicale, pourvu que la transidentité elle-même n'y soit pas considérée comme une maladie.
Judith Butler, en discutant particulièrement le contexte américain, conclut que « la prise en charge de la chirurgie [et du traitement hormonal en tant que procédure choisie] semble être vouée à l'échec [parce que] la plupart des professionnels de la médecine, des assurances et du droit ne s'engagent à soutenir l'accès aux technologies de changement de sexe que s'il s'agit d'un trouble mental », alors même que plusieurs arguments, liés au bien-être de la personne, pourraient dans l'idéal être pris en compte par les compagnies d'assurances. La conséquence est que « certaines personnes veulent que le diagnostic soit conservé car il leur permet d'atteindre leur but [c'est-à-dire obtenir le remboursement des soins], et, en ce sens, de rendre effective leur autonomie, tandis que de l'autre, certains voudraient s'en débarrasser afin de faire du monde un endroit où ils ne seraient plus considérés et traités comme des malades », ce qui est aussi une condition de réalisation de l'autonomie. Il ne faut donc ni sous-estimer les bénéfices du diagnostic (particulièrement pour les personnes dont les revenus sont faibles), ni sa force pathologisante (en particulier pour « les jeunes qui ne disposent pas forcément des ressources critiques pour y résister »).
Dans un parallèle entre dépsychiatrisation de l'homosexualité et de la transidentité, le psychiatre Jack Drescher (en), connu pour ses positions contre les thérapies de conversion, justifie ainsi la position de l'APA « étant donné le potential stigmatisant, pourquoi garder le diagnostic ? [...] [c'est] un moindre mal pour la communauté trans par rapport à un refus d'accès aux soins médicaux et chirurgicaux susceptibles de découler d'un retrait du DSM » (voir ci-dessous la partie « Dé-psychiatriser sans dé-rembourser »).

### Dé-psychiatrisation en France
Le gouvernement français annonce en 2009,,, que « la transidentité ne sera plus considérée comme une affection psychiatrique »,, et demande en 2010 à l'Organisation mondiale de la santé de retirer la « transsexualité » de la liste des maladies mentales. La presse annonce immédiatement que « La France est le premier pays au monde à sortir le transsexualisme de la liste des affections psychiatriques. » Concrètement, le décret 2010-125 du 8 février 2010 et une lettre-réseau précisent les nouvelles règles de prise en charge des soins liés au « transsexualisme » au titre de l'ALD 31 (hors liste, c'est-à-dire non-psychiatrique); la lettre maintient l'utilisation du code CIM-10 « F64.0 » (« transsexualisme ») et dessine les modalités de la prise en charge en centre de référence.
Elsa Dorlin s'étonne alors que « les psychiatres, spécialistes auto-proclamés de ce qui s'apparente désormais à une non-maladie, continuent de parler de diagnostic différentiel et prétendent définir seuls le parcours de soin qui lui a trait »; l'association OUTrans estime que cette dépsychiatrisation « n'a de telle que le nom » et « regrette que ce décret ne soit pas accompagné d'autres mesures qui auraient, elles, un impact réel sur la vie des trans ».
Le Groupe activiste trans note que l'annonce de la ministre intervient justement au moment où la Haute Autorité de Santé (HAS) vient de rendre un rapport « à la limite de l'overdose psychiatrique » et « la classification du transsexualisme dans une ALD psychiatrique n'est [donc] plus utile, en 2009, au gouvernement et à la CNAM ». De fait, ce rapport encourage la création d'équipes pluridisciplinaires au sein de centres de référence, qui seront effectivement généralisés à partir de 2010 contre l'avis de beaucoup d'associations. La SoFECT est créée dans ce contexte en 2010 pour structurer la « prise en charge du transsexualisme » en milieu hospitalier.
En 2011, Axel Léotard, le président de l'association Inter Trans constate que « le décret n'a été rien d'autre qu'un coup médiatique, un très bel effet d'annonce. Sur le terrain, rien n'a changé ». Ainsi à Bordeaux, en 2021 l'antenne locale de l'association pluriprofessionnelle française Santé Trans dépend du centre hospitalier psychiatrique Charles-Perrens.

### Autres pays
En 2016, des quotidiens anglophones annoncent que le Danemark devient « le premier pays à ne plus définir la transidentité comme une maladie mentale »,, après que le gouvernement aurait perdu patience avec l'OMS sur le travail de définition de la CIM-11.